# غيساندو
بلدية غيساندو (بالإسبانية: Guisando) هي بلدية تقع في مقاطعة آبلة التابعة لمنطقة قشتالة وليون وسط إسبانيا.

## الديموغرافيا
يبلغ عدد سكان بلدية غيساندو 571 نسمة عام 2011 (وفقاً للمعهد الوطني للإحصاء الإسباني).
| 720 | 660 | 639 | 619 | 603 | 598 | 571 |